# Клещевко
Клещевко (пол. Kleszczewko, нім. Klein Kleschkau) — село в Польщі, у гміні Пщулки Ґданського повіту Поморського воєводства.
Населення — 328 осіб (2011).
У 1975-1998 роках село належало до Гданського воєводства.

## Демографія
Демографічна структура станом на 31 березня 2011 року:
|          | Загалом | Допрацездатний вік | Працездатний вік | Постпрацездатний вік |
| -------- | ------- | ------------------ | ---------------- | -------------------- |
| Чоловіки | 171     | 42                 | 114              | 15                   |
| Жінки    | 157     | 27                 | 105              | 25                   |
| Разом    | 328     | 69                 | 219              | 40                   |